# Могоро
Могоро, Моґоро (італ. Mogoro, сард. Mòguru) — муніципалітет в Італії, у регіоні Сардинія,  провінція Ористано.
Могоро розташоване на відстані близько 400 км на південний захід від Рима, 60 км на північний захід від Кальярі, 30 км на південний схід від Ористано.
Населення — 4264 особи (2014).
Щорічний фестиваль відбувається 20 травня. Покровитель — San Bernardino.

## Демографія
Населення за роками:

Станом на 1 січня 2023 року в муніципалітеті офіційно проживали 33 іноземці з 15 країн, серед них 16 громадян країн Євросоюзу.

## Сусідні муніципалітети
- Коллінас
- Гонностраматца
- Мазуллас
- Пабіллоніс
- Сан-Ніколо-д'Арчидано
- Сардара
- Урас